# Kaspar Uttenhofer

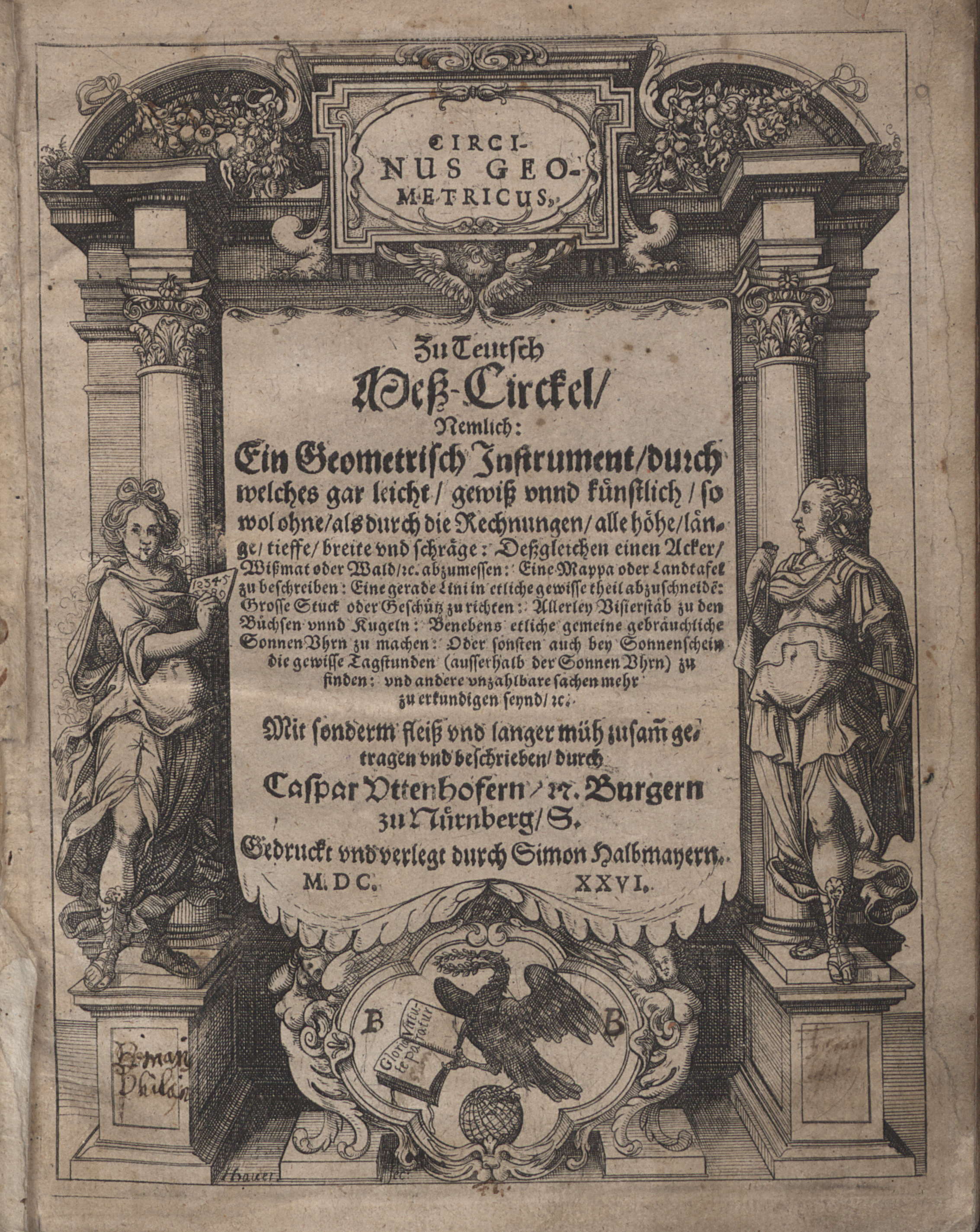
Circinus geometricus zu Teutsch Mess-Circkel, 1626

Kaspar Uttenhofer talvolta chiamato anche Caspar Uttenhofer (Norimberga, 1588 – Norimberga, 31 maggio 1621) è stato un matematico e astronomo tedesco.

## Biografia
Kaspar Uttenhofer era il settimo figlio del secondo matrimonio del sarto Georg Uttenhofer. Il padre morì il 9 gennaio del 1563 lasciando la famiglia in buone condizioni economiche. Uno dei suoi fratelli fu l'acquafortista Anthoni Uttenhofer (1542-1609).
Della sua vita si hanno poche notizie; secondo il matematico Daniel Schwenter,
Uttenhofer, che dedicò gran parte della sua vita agli studi, era autodidatta. Giunse a dei livelli di conoscenza molto elevati e fu autore di numerose pubblicazioni.
La prima pubblicazione del suo Pes mechanicus risale al 1615 a Norimberga, seguirono numerose riedizioni tre delle quali postume.
Lo scopo del testo era quello di fornire anche ai principianti e a coloro che avevano conoscenze elementari di geometria i mezzi per costruire un orologio solare.
Una cometa, la C/1618 W1 apparsa nel 1618 nella costellazione di Boote, gli diede l'impulso per scrivere lo Judicium de nupero Cometa astrologico-historicum (Norimberga, 1619).
La sua terza opera fu il Circinus geometricus (1626), pubblicato postumo dallo stesso Schwenter che ne curò la prefazione. Nel testo viene descritto uno strumento universale atto a effettuare misurazioni geometriche geodetiche e militari. Lo strumento non fu una sua invenzione anche se nel testo venne descritto dettagliatamente.

## Opere
- Pes Mechanicus. Oder Werckschuh/ Das ist: Ein gar leuchte Weise/ allerley gemeine Sonnen-Uhren auß einem außgetheilten Werckschuch zu machen Nürnberg: Halbmayer, 1615
- Judicium de nupero Cometa Astrologo Historicum. Kurzer Bericht und Erklärung / Was von dem neuen Cometen / oder geschwentzten Stern / so sich dieses zu endlauffenden 1618. Jars [...]zuhalten. Nürnberg: Simon Halbmayer, 1619
- (DE) Kaspar Uttenhofer, Circinus geometricus zu Teutsch Mess-Circkel, Nürmberg, Simon Halbmayern, 1626. URL consultato il 14 giugno 2015.